# ヤコヴ・ラブキン
ヤコヴ・M・ラブキン（英語: Yakov M. Rabkin、1945年9月29日 - ）は、カナダの歴史学者、モントリオール大学名誉教授。敬虔なユダヤ教徒でありつつ、シオニズムはユダヤ教の教義に反すると批判している。ユダヤ研究とイスラエル研究の分野にも貢献している人物であり、著書の「内側からの脅威：ユダヤ人による反シオニズムの歴史（A Threat from Within: A Century of Jewish Opposition to Zionism Paperback）」はカナダ総督文学賞最優秀翻訳賞をノミネートしている。名はヤコフ、ヤコブとも表記される。

## 経歴
1945年、旧ソ連レニングラード（現サンクトペテルブルク）生まれ。レニングラード大学（現サンクトペテルブルク大学）で化学を専攻し、ソビエト科学アカデミー（現ロシア科学アカデミー歴史学研究所で科学史を学んだ。1972年に博士号（歴史学）を取得。
1973年にカナダへ移住後、宗教研究所でユダヤ教を研究。ケベック州のモントリオール大学でユダヤ人の歴史や歴史学を講じる。科学と政治、科学と宗教、冷戦期の米ソ関係中東紛争を含む国際関係などについての著作が多い。専門は、科学史、ロシア史、ユダヤ史。英語、フランス語、ロシア語、スペイン語、ヘブライ語に堪能。

## 活動
- 2004年3月、フランス語でAu nom de la Torah : Une histoire de l'opposition juive au sionisme（『トーラーの名において：シオニズムに対するユダヤ教の抵抗の歴史』）を出版、真摯なユダヤ教徒にとってシオニズムは神を裏切るものであり、シオニズム運動とイスラエル建国がいかにユダヤ教の教義に反すると考えられてきたかを歴史的に論じた。同書は、英語・スペイン語・ポルトガル語・イタリア語・オランダ語・ポーランド語・ロシア語・アラビア語・日本語で翻訳・刊行されている[6][7]。
- 2008年、フランス文学者菅野賢治との親交がきっかけで2か月間初来日[8]、以後2010年までにのべ3度日本に滞在し、東京大学大学院人文社会系研究科、同志社大学一神教学際研究センター、明治大学軍縮平和研究所、東京外国語大学、日本記者クラブ、パレスチナの平和を考える会などで、シンポジウム、公開講座、研究会、講演会などを精力的にこなした[3][9][10]。
- 2010年4月22日放映のテレビ番組NHK BS1アジアを読む「中東問題の根源は ヤコブ・ラブキン教授に聞く」に出演。インタビューにこたえ「シオニズムは、ユダヤ教の集団を1つの民族に統合し、共通の言語を与え、パレスチナの土地に移住させ、支配させようという、19世紀の終わりにヨーロッパで生まれた政治運動だ。宗教用語を多用するが、他の者への同情や調和、親切心といったユダヤ教の教えとは根本的に相容れない。無神論的とも言える。」等と述べた[11]。

## 著作
- 『トーラーの名において　シオニズムに対するユダヤ教の抵抗の歴史』

菅野賢治訳、平凡社、2010年／平凡社ライブラリー、2025年
- 『イスラエルとは何か』菅野賢治訳、平凡社新書、2012年
- 『イスラエルとパレスチナ　ユダヤ教は植民地支配を拒絶する』鵜飼哲訳、岩波ブックレット、2024年